# Сприана
Сприа́на (итал. Spriana) — коммуна в Италии, в провинции Сондрио области Ломбардия.
Население составляет 116 человек (2008 г.), плотность населения составляет 15 чел./км². Занимает площадь 8 км². Почтовый индекс — 23020. Телефонный код — 0342.

## Демография
Динамика населения:

## Администрация коммуны
- Официальный сайт: http://www.comune.spriana.so.it